# Karin Loomans
Karin Loomans (18 juni 1950) is een Nederlands scenario- en tekstschrijfster, onder andere bekend van het lied Ik voel me zo verdomd alleen dat ze samen met Herman van Veen voor de film Ciske de Rat schreef, en dat een grote hit in Nederland was. Daarnaast schreef ze ook het filmscript.
Ze schreef ook teksten van latere nummers van Danny de Munk.

## Filmografie
- Kort Amerikaans, 1979
- Te gek om los te lopen, 1981[6]
- Ciske de Rat, 1984[7]
- Paul Chevrolet en de ultieme hallucinatie, 1985
- Op hoop van zegen, 1986[8]